# Qolqolābād
Qolqolābād (persiska: قلقل آباد) är en ort i Iran.   Den ligger i provinsen Hamadan, i den nordvästra delen av landet, 200 km väster om huvudstaden Teheran. Qolqolābād ligger 1 605 meter över havet och antalet invånare är 101.
Terrängen runt Qolqolābād är huvudsakligen platt, men norrut är den kuperad.Runt Qolqolābād är det ganska tätbefolkat, med 104 invånare per kvadratkilometer. Närmaste större samhälle är Ājorlū, 5,6 km väster om Qolqolābād. Trakten runt Qolqolābād består i huvudsak av gräsmarker.